# Epicentrum (film)
Epicentrum (ang. Into the Storm) – amerykański dreszczowiec z 2014 roku w reżyserii Stevena Quale’a. Zdjęcia kręcono w stanie Michigan (m.in. Detroit, Rochester, Oakland University). Premiera filmu odbyła się 7 sierpnia 2014 roku.
W 2014 roku podczas 15. edycji Golden Trailer Awards firmy Buddha Jones, New Line Cinema i Warner Bros. zdobyły nagrodę Golden Trailer w kategorii Best Sound Editing.

## Obsada
- Richard Armitage – Gary
- Sarah Wayne Callies – Allison
- Matt Walsh – Pete
- Max Deacon – Donnie
- Nathan Kress – Trey
- Alycia Debnam-Carey – Kaitlyn
- Arlen Escarpeta – Daryl
- Jeremy Sumpter – Jacob[3]